# Hessisches Staatsarchiv Marburg

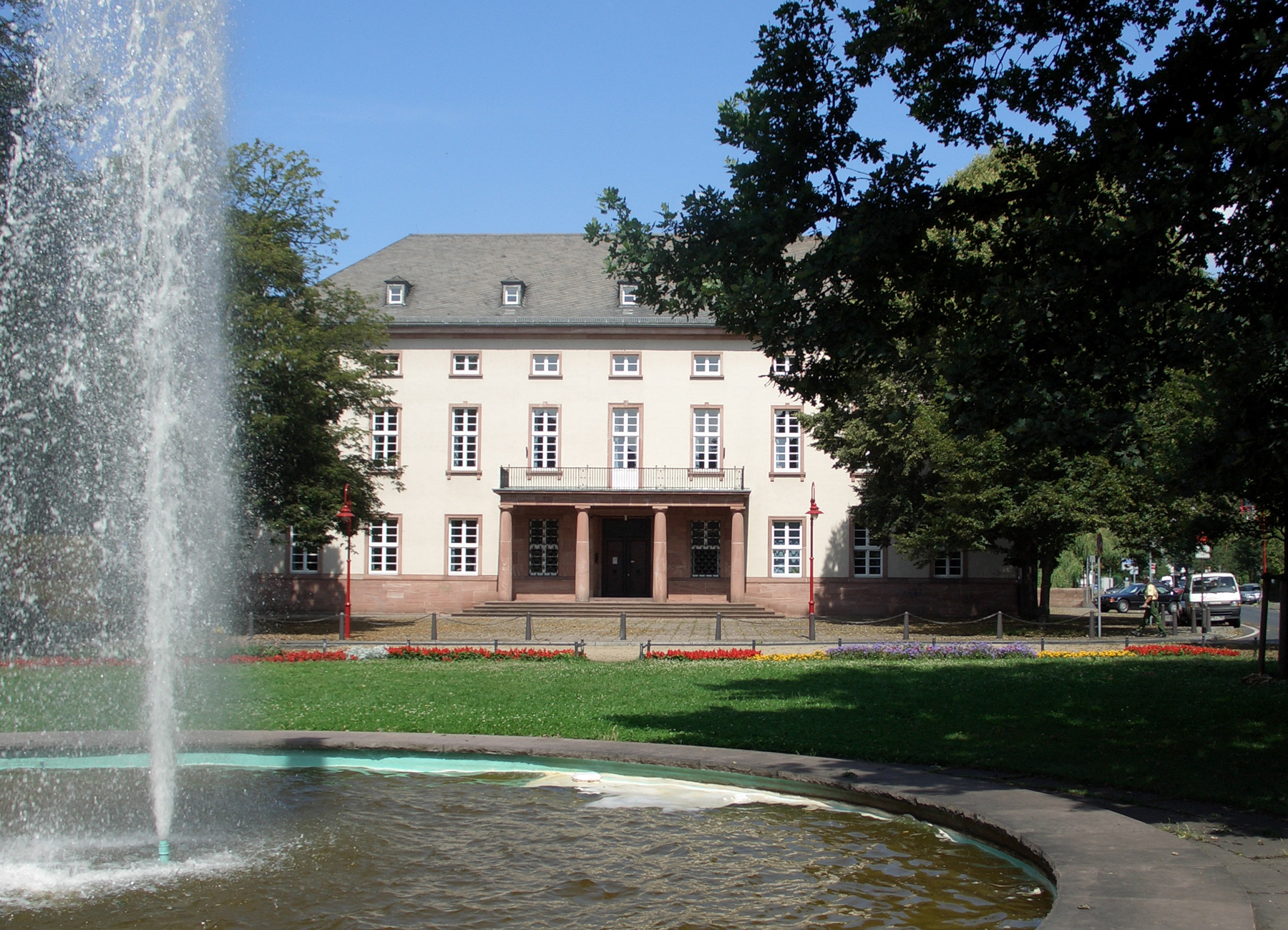
Hessisches Staatsarchiv Marburg

Das Hessische Staatsarchiv Marburg (HStAM) ist eine Abteilung des Hessischen Landesarchivs und hat seinen Sitz in Marburg. Es dient neben dem Hessischen Hauptstaatsarchiv Wiesbaden und dem Hessischen Staatsarchiv Darmstadt als Regionalarchiv. Das Hessische Staatsarchiv Marburg ist zuständig für Nord- und Teile Mittelhessens. Es wurde 1869 durch das Königreich Preußen zunächst mit kurhessischen Altbeständen gegründet.

## Geschichte
Das hessische Staatsarchiv Marburg wurde nach der Annexion des Kurfürstentums Hessen durch Preußen nach dem Deutschen Krieg und der Eingliederung in die Provinz Hessen-Nassau gegründet. 1869 und Mitte der 1870er Jahre vereinigte Preußen die ehemaligen kurhessischen Archive in Kassel, Hanau, Marburg und Fulda zu einem Staatsarchiv mit Sitz in der Universitätsstadt Marburg. Dort war das Archiv zunächst in dem vorher als Zuchthaus genutzten Landgrafenschloss untergebracht. Das Staatsarchiv war hinsichtlich der Neuzugänge für die Behörden der Provinz Hessen-Nassau und alle staatlichen Behörden des Regierungsbezirks Kassel zuständig. 1938 erhielt es sein heutiges Archivzweckgebäude am Friedrichsplatz.
Unmittelbar nach dem Zweiten Weltkrieg wurde in dem aus Kriegsgründen evakuierten, leicht beschädigten Gebäude für ein Jahr die erste Kunstsammelstelle der Amerikaner in Deutschland, der Marburg Central Collecting Point, eingerichtet. Nach der Auflösung dieser Einrichtung im August 1946 ging das Gebäude wieder in die Hand des Landes Hessen über.
Im Bundesland Hessen ist das Archiv seit Ende 1946 für das Schriftgut des Regierungsbezirks Kassel, Teile des Regierungsbezirks Gießen sowie für die staatlichen Mittel- und Unterbehörden, Gerichte und Körperschaften des öffentlichen Rechts in der kreisfreien Stadt Kassel, in den Landkreisen Fulda, Hersfeld-Rotenburg, Kassel, Marburg-Biedenkopf und Waldeck-Frankenberg, im Schwalm-Eder-Kreis und im Werra-Meißner-Kreis zuständig.

## Direktoren des Archivs
- 1867–1877: Friedrich Georg Lebrecht Strippelmann
- 1877–1912: Gustav Könnecke
- 1912–1914: Heinrich Reimer
- 1914–1929: Friedrich Küch
- 1929–1938: Carl Knetsch
- 1938–1945: Rudolf Vaupel
- 1945–1946: Ewald Gutbier, von der amerikanischen Militärverwaltung nach dem plötzlichen Tode Vaupels vorübergehend eingesetzt
- 1946–1954: Ludwig Dehio
- 1954–1963: Johannes Papritz
- 1963–1973: Kurt Dülfer
- 1973–1981: Hans Philippi
- 1981–1994: Wilhelm Alfred Eckhardt
- 1994–2001: Fritz Wolff
- 2001–2020: Andreas Hedwig
- seit 2020: Johannes Kistenich-Zerfaß[4]

## Bestände
Vom Umfang seiner Bestände her ist das Hessische Staatsarchiv Marburg das mit Abstand größte Archiv in Hessen. Der zeitliche Rahmen der Überlieferung erstreckt sich vom Jahr 760 bis in die Gegenwart. Mehr als
- 130.181 Urkunden,
- 78,6 Regalkilometer Akten und Amtsbücher, Salbücher, Protokolle, Rechnungen und Kataster,
- 348.961 Karten, Pläne und Plakate,
- 291.968 Fotografien und
- eine umfangreiche Handschriften- und SiegelSammlung machen das Archiv zu einem der bedeutendsten im deutschsprachigen Raum. Dies zeigt sich auch an den hohen Besucher- und Nutzerzahlen (797 Nutzer mit 3608 Benutzertagen im Jahr 2014).[5]

Die ältesten Dokumente stammen aus den Reichsabteien Fulda und Hersfeld. Die Bestände der Landgrafen von Hessen setzen im 13. Jahrhundert ein.

### Historische Bestände

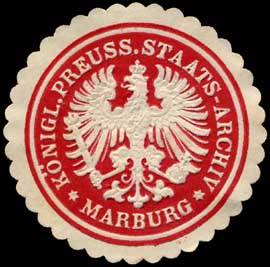
Siegelmarke

- Das Hessische Samtarchiv enthält den nach der Teilung zwischen den Landgrafschaften Hessen-Kassel und Hessen-Darmstadt im Jahre 1855 verbliebenen Rest der das hessische Fürstenhaus als Ganzes betreffenden Urkunden und Akten, die seit 1567 in der Festung Ziegenhain verwahrt worden waren.
- Das Hessische Staatsarchiv Marburg verwahrt das Verwaltungsschriftgut der ehemaligen Landgrafschaft Hessen
  - und der darin aufgegangenen Territorien.
    - Grafschaft Ziegenhain (1450),
    - Grafschaft Katzenelnbogen (1479),
    - zahlreiche Klosterarchive

  - und der in der Landgrafschaft Hessen-Kassel aufgegangenen Territorien:
    - Herrschaft Plesse (1571),
    - Schmalkalden (1583),
    - Reichsabtei Hersfeld (1648),
    - Grafschaft Hanau-Münzenberg (1736/86).
- Hier befindet sich die auf den nordhessischen Raum bezogene Überlieferung des napoleonischen Modell- und Vasallenstaates Königreich Westphalen (1807–1813).
- Es verwahrt weiter die Bestände des Kurfürstentums Hessen und der darin aufgegangenen Gebiete:
  - Ritterschaftliche Territorien (1806)
  - Deutscher Orden (1809)
  - Kurmainzer Gebiete (1803) (vor allem um Fritzlar und Amöneburg)
  - Stift und späteres Fürstbistum Fulda (1816)
- Es verwahrt die Bestände der 1866 an Preußen abgetretenen und
  - dem Regierungsbezirk Wiesbaden zugeteilten ehemaligen hessen-darmstädtischen Kreis Biedenkopf
  - bis zu diesem Zeitpunkt zu Bayern gehörenden Landgerichtsbezirks Orb und Bezirksamts Gersfeld.
- Schließlich verwahrt es die Bestände des Fürstentums Waldeck, das 1929 mit dem Regierungsbezirk Kassel vereint wurde.

### Verlorene Zuständigkeiten
- Das Hessische Staatsarchiv Marburg bewahrt die Alt-Archivalien aus der Zeit bis 1944 aus den Kreisen Hanau, Gelnhausen und Schlüchtern (heute: Main-Kinzig-Kreis). Der Main-Kinzig-Kreis – entstanden in der Hessischen Gebietsreform Mitte der 1970er Jahre – fällt heute in die Zuständigkeit des Hessischen Hauptstaatsarchivs in Wiesbaden.
- Die Archivalien der Grafschaft Schaumburg, die 1932 zur Provinz Hannover kam, befinden sich heute im niedersächsischen Staatsarchiv Bückeburg, während die dieses Gebiet betreffenden Archivalien der hessischen Zentralbehörden in Marburg verblieben.
- Die Archivalien des 1944 an den Regierungsbezirk Erfurt abgetretenen Kreises Schmalkalden befinden sich hingegen weiterhin in Marburg. Für die archivische Überlieferung ab 1944 ist das Thüringische Staatsarchiv Gotha zuständig.

### Modernes Verwaltungsschriftgut
Aus der preußischen Zeit ab 1866 bis 1945 sind die Akten der in Kassel ansässigen Organe und Behörden der Provinz Hessen-Nassau und des Regierungsbezirks Kassel sowie der dort tätigen Unterbehörden archiviert, nach 1945 der staatlichen Stellen der Kreis- und Kommunalarchive.
Empfindliche Überlieferungslücken bestehen für die Zeit des Nationalsozialismus, weil der Luftangriff auf Kassel am 22. Oktober 1943 Akten der preußischen Provinzialverwaltung zerstörte.
Eine Herausforderung stellt das quantitativ umfangreiche Archivgut der Mittel- und Unterbehörden des Landes Hessen dar. Bewertung und Übernahme solcher Unterlagen erfordert vor allem auch im Hinblick auf die in Hessen bevorstehende Einführung eines elektronischen Dokumentenmanagement und der elektronischen Sachbearbeitung eine zwischen den Staatsarchiven hessenweit abgestimmte Vorgehensweise bei Bewertung und Übernahme von Archivgut.

### Deposita
Das Staatsarchiv verwahrt nicht nur staatliche Überlieferung, sondern in großem Umfang auch Deponiertes:
- nichtstaatliches Archivgut etlicher nord- und osthessischer Städte und Gemeinden (z. B. Biedenkopf, Frankenberg (Eder), Gudensberg, Treysa, Wolfhagen und Ziegenhain)
- Adelsarchive, darunter z. B. der Familien von Berlepsch, von Dörnberg und Schenck zu Schweinsberg sowie von Geyso und von der Tann
- Nachlässe von Politikern, Beamten, Gelehrten und Künstlern (z. B. Carl Bantzer, Ludwig Dehio, Herman Grimm und Ludwig Hassenpflug)

Das bis dahin im Staatsarchiv Marburg verwahrte Archiv vom Verband der Baltischen Ritterschaften wurde im Mai 2006 an das Herder-Institut (Marburg) abgegeben.

## Projekte des Staatsarchivs
Das Hessische Staatsarchiv Marburg betreut unter anderen die Online-Edition der Urkunden des Stiftsarchivs der Reichsabtei Hersfeld und die Online-Urkundenedition des Stiftsarchivs der Reichsabtei Fulda (751–1837). Es erschließt die Adelsarchive der Schencken zu Schweinsberg und der Familie v. Berlepsch (14.–19. Jahrhundert) und nimmt die Retrokonversion der archivischen Findmittel der Bestände „Politisches Archiv Philipps des Großmütigen“ und „Hanauer Regierung“ vor.

## Angegliederte Einrichtungen
Seit 2004 besitzt das Staatsarchiv mit dem Archiv der deutschen Jugendbewegung auf Burg Ludwigstein (Witzenhausen) eine Außenstelle, die mit ihrem reichhaltigen Bestand an Nachlässen und ihren bedeutenden Sammlungen einen Kristallisationspunkt für einschlägige Forschungen darstellt. Es sammelt und sichert die Dokumente der deutschen Jugendbewegung und deutscher Jugendverbände seit etwa 1890 bis heute. 2005 wurde außerdem eine Außenstelle in Neustadt (Hessen) eingerichtet, in der das Grundbucharchiv (mit ca. 11 Regalkilometern (Stand 2010)) und das Personenstandsarchiv (mit ca. 500 Metern (Stand 2011)) der drei hessischen Staatsarchive aufbewahrt werden.
Seit 2006 ist das Archiv der Philipps-Universität Marburg institutionell selbständig. Es ist im Hessischen Staatsarchiv Marburg untergebracht, das auch die Archivalien den Nutzern vorlegt.